# Abdolkarim Hascheminedschad
Seyyed Abdolkarim Hasheminejad (1932–1981) (persisch: سید عبدالکریم هاشمی نژاد) war ein iranischer regimekritischer Geistlicher des Pahlavi-Regimes, der nach der Revolution von 1979 ermordet wurde.

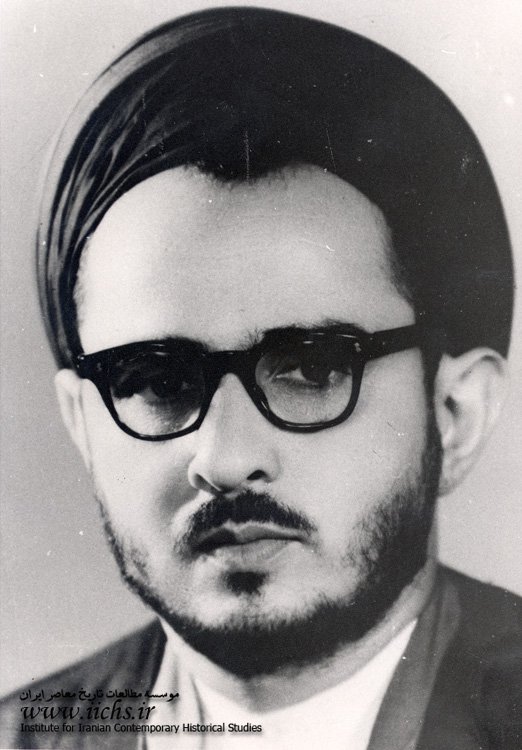
Adolkarim Hasheminejad vor der iranischen Revolution

## Frühes Leben
Hasheminejad wurde 1932 in der Provinz Mazandaran geboren. Er studierte unter Ayatollah Koohestani, bevor er nach Qom zog, um seine Studien fortzusetzen. Er hielt Vorträge im „Zentrum für religiöse Debatten und Kritik“, das von Hassan Abtahi geleitet wird. Er heiratete die Schwester von Abtahi, die 2007 verstarb.

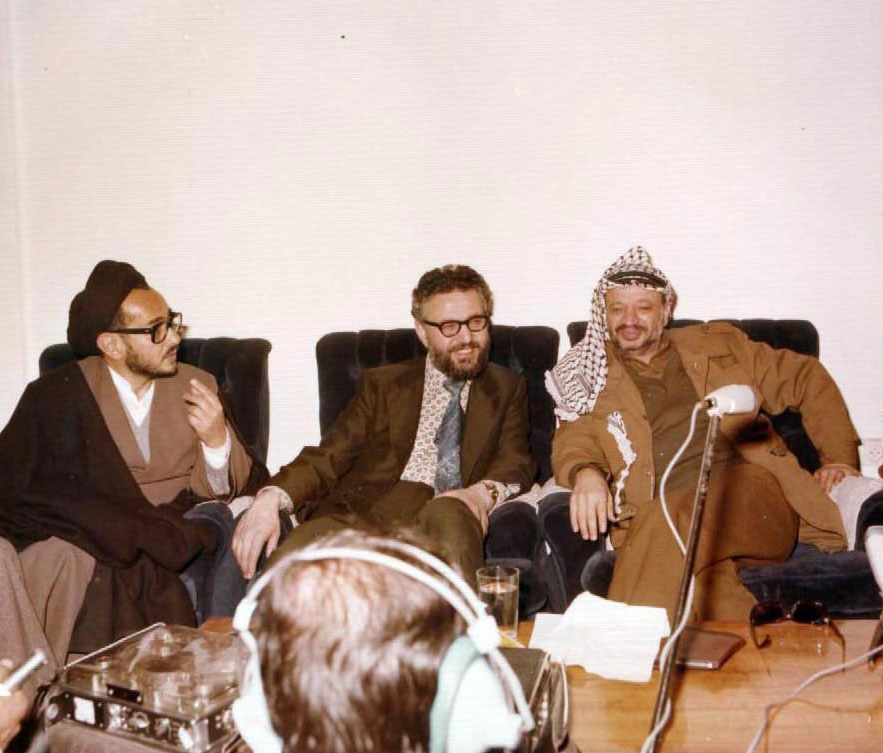
Jassir Arafat in Mashhad, mit Ebrahim Yazdi und Adolkarim Hasheminejad (links) – Februar 1979

## Bildung
Hasheminejad war ein Schüler von Seyyed Hossein Borujerdi und Ruhollah Khomeini. Er begann seine Hochschulausbildung im Alter von 27 Jahren und erreichte den Rang eines Ijtihad. Danach wanderte er nach Mashhad aus. Er beschäftigte sich nicht nur mit der Religion, sondern auch mit vielen anderen Bereichen und hielt Diskussionen und Vorlesungen mit jungen Menschen, insbesondere mit Studenten, aus denen einige seiner Bücher hervorgingen. Er war Schriftsteller, ein leidenschaftlicher und kenntnisreicher öffentlicher Redner und ein berühmter Seminarlehrer.

## Politische Aktivitäten
Hascheminejad gehörte zu den ersten, die bei den Demonstrationen vom 5. Juni 1963 im Iran verhaftet wurden. Zwischen 1963 und 1978 wurde er fünfmal verhaftet. Am 14. Oktober 1963 hielt er eine Rede gegen das Gesetz über staatliche Vereinigungen, die Verhaftung Khomeinis sowie die Unterdrückung und Unfreiheit im Land. Nach dem Ende der zweiten Verhaftung nahm er seine politischen Aktivitäten und religiösen Treffen wieder auf. Später wurde er noch einmal verhaftet. Die Islamische Revolution führte zu seiner Freilassung nach einem Tag. Hascheminejad war einer der Hauptinitiatoren der Islamischen Revolution in Mashhad.

## Nach der Revolution
Nach der Revolution war er der erste Vertreter der Provinz Mazandaran bei der Ausarbeitung der iranischen Verfassung und spielte eine wichtige Rolle bei der Annahme wichtiger Grundsätze. Nach der Revolution lehnte er jede offizielle Funktion ab. Er war Parteisekretär der Islamischen Republikanischen Partei in Mashhad.

## Tod
Am 30. September 1981 drang ein Selbstmordattentäter in das Büro der Islamischen Republikanischen Partei ein und ermordete Hascheminejad. Er wurde im Schrein von Imam Reza (dem achten Imam der schiitischen Muslime) beigesetzt.